# العلاقات البريطانية الموزمبيقية
العلاقات البريطانية الموزمبيقية هي العلاقات الثنائية التي تجمع بين المملكة المتحدة وموزمبيق.

## مقارنة بين البلدين
هذه مقارنة عامة ومرجعية للدولتين:
| وجه المقارنة                                              | المملكة المتحدة                 | موزمبيق          |
| --------------------------------------------------------- | ------------------------------- | ---------------- |
| المساحة (كم2)                                             | 242.50 ألف                      | 801.59 ألف       |
| عدد السكان (نسمة)                                         | 66.02 مليون                     | 29.67 مليون      |
| الكثافة السكانية (ن./كم²)                                 | 272.25                          | 37.01            |
| العاصمة                                                   | لندن                            | مابوتو           |
| اللغة الرسمية                                             | لغة إنجليزية، اللغة الويلزية    | اللغة البرتغالية |
| العملة                                                    | جنيه إسترليني                   | متكال موزمبيقي   |
| الناتج المحلي الإجمالي (بليون دولار)                      | 2.62 تريليون                    | 12.33 مليار      |
| الناتج المحلي الإجمالي (تعادل القوة الشرائية) بليون دولار | 2.72 تريليون                    | 33.35 مليار      |
| الناتج المحلي الإجمالي الاسمي للفرد دولار أمريكي          | 43.88 ألف                       | 529              |
| الناتج المحلي الإجمالي للفرد دولار أمريكي                 | 40.23 ألف                       | 1.13 ألف         |
| مؤشر التنمية البشرية                                      | 0.907                           | 0.416            |
| رمز المكالمات الدولي                                      | +44                             | +258             |
| رمز الإنترنت                                              | .uk، .gb                        | .mz              |
| المنطقة الزمنية                                           | توقيت غرينيتش، توقيت غرب أوروبا | ت ع م+02:00      |

## مدن متوأمة
في ما يلي قائمة باتفاقيات التوأمة بين مدن بريطانية وموزمبيقية:
- ترتبط برستل مع بيرا باتفاقية توأمة منذ 1947.

## منظمات دولية مشتركة
يشترك البلدان في عضوية مجموعة من المنظمات الدولية، منها:
| علم المنظمة | اسم المنظمة                               | تاريخ انضمام المملكة المتحدة | تاريخ انضمام موزمبيق |
| ----------- | ----------------------------------------- | ---------------------------- | -------------------- |
|             | الاتحاد البريدي العالمي                   | ?                            | ?                    |
|             | مؤسسة التنمية الدولية                     | 24 سبتمبر 1960               | 24 سبتمبر 1984       |
|             | دول الكومنولث                             | 11 ديسمبر 1931               | 1995                 |
|             | منظمة التجارة العالمية                    | 1995                         | ?                    |
|             | الأمم المتحدة                             | 24 أكتوبر 1945               | 16 سبتمبر 1975       |
|             | منظمة حظر الأسلحة الكيميائية              | ?                            | ?                    |
|             | وكالة ضمان الاستثمار متعدد الأطراف        | 12 أبريل 1988                | 23 نوفمبر 1994       |
|             | منظمة الشرطة الجنائية الدولية             | ?                            | ?                    |
|             | مؤسسة التمويل الدولية                     | 20 يوليو 1956                | 24 سبتمبر 1984       |
|             | المنظمة الهيدروغرافية الدولية             | ?                            | ?                    |
|             | الاتحاد الدولي للاتصالات                  | 24 فبراير 1871               | 4 نوفمبر 1975        |
|             | البنك الدولي للإنشاء والتعمير             | 27 ديسمبر 1945               | 24 سبتمبر 1984       |
|             | البنك الإفريقي للتنمية                    | ?                            | ?                    |
|             | المركز الدولي لتسوية المنازعات الاستشارية | 18 يناير 1967                | 7 يوليو 1995         |
|             | يونسكو                                    | 4 نوفمبر 1946                | 11 أكتوبر 1976       |

## وصلات خارجية
- موقع وزارة الخارجية البريطانية
- موقع وزارة الخارجية الموزمبيقية